# Rally de Suecia de 2020
El Rally de Suecia de 2020 fue la 68.ª edición y la segunda ronda de la temporada 2020 del Campeonato Mundial de Rally. Se celebró del 13 al 16 de febrero y contó con un itinerario de once tramos que sumaban un total de 171,64 km cronometrados. Dos de los tramos transcurrían por las localidades de Hof y Finnskogen en territorio noruego. Fue también la segunda ronda de los campeonatos WRC 2 y WRC 3 y la primera del JWRC. La falta de nieve en los tramos días previos a la carrera provocó las dudas sobre su suspensión, aunque la FIA finalmente inspeccionó el terreno y dio el visto bueno para su celebración aunque con un itinerario recortado de solo 180 km sobre once tramos. La problemática de la falta de nieve continuó hasta el día antes del arranque de la prueba, ya que el día 12 se canceló el primer tramo, la Súper Especial de Karlstad.

## Lista de inscritos
| Num.                     | Piloto              | Copiloto         | Automóvil             | Equipo                  | Neumático |
| ------------------------ | ------------------- | ---------------- | --------------------- | ----------------------- | --------- |
| 3                        | Teemu Suninen       | Jarmo Lehtinen   | Ford Fiesta WRC       | M-Sport Ford WRT        | M         |
| 4                        | Esapekka Lappi      | Janne Ferm       | Ford Fiesta WRC       | M-Sport Ford WRT        | M         |
| 8                        | Ott Tänak           | Martin Järveoja  | Hyundai i20 Coupe WRC | Hyundai Shell Mobis WRT | M         |
| 10                       | Jari-Matti Latvala  | Juho Hänninen    | Toyota Yaris WRC      | Latvala Motorsport      | M         |
| 11                       | Thierry Neuville    | Nicolas Gilsoul  | Hyundai i20 Coupe WRC | Hyundai Shell Mobis WRT | M         |
| 16                       | Craig Breen         | Paul Nagle       | Hyundai i20 Coupe WRC | Hyundai Shell Mobis WRT | M         |
| 17                       | Sébastien Ogier     | Julien Ingrassia | Toyota Yaris WRC      | Toyota Gazoo Racing WRT | M         |
| 18                       | Takamoto Katsuta    | Daniel Barritt   | Toyota Yaris WRC      | Toyota Gazoo Racing WRT | M         |
| 19                       | Deividas Jocius     | Mindaugas Varža  | Ford Fiesta WRC       | M-Sport Ford WRT        | M         |
| 33                       | Elfyn Evans         | Scott Martin     | Toyota Yaris WRC      | Toyota Gazoo Racing WRT | M         |
| 69                       | Kalle Rovanperä     | Jonne Halttunen  | Toyota Yaris WRC      | Toyota Gazoo Racing WRT | M         |
| 20                       | Mads Østberg        | Torstein Eriksen | Citroën C3 R5         | PH-Sport                | M         |
| 21                       | Nikolay Gryazin     | Yaroslav Fedorov | Hyundai NG i20 R5     | Hyundai Motorsport N    | P         |
| 22                       | Ole Christian Veiby | Jonas Andersson  | Hyundai NG i20 R5     | Hyundai Motorsport N    | P         |
| 23                       | Adrien Fourmaux     | Renaud Jamoul    | Ford Fiesta R5 Mk. II | M-Sport Ford WRT        | M         |
| 24                       | Rhys Yates          | James Morgan     | Ford Fiesta R5 Mk. II | M-Sport Ford WRT        | M         |
| 25                       | Pontus Tidemand     | Patrick Barth    | Škoda Fabia R5 Evo    | Toksport WRT            | M         |
| Fuente: ewrc-results.com |                     |                  |                       |                         |           |

## Itinerario

### Itinerario previsto
Itinerario previsto antes de su modificación.
| Día   | Tramo | Nombre                 | Distancia | Hora  |
| ----- | ----- | ---------------------- | --------- | ----- |
| Día 1 | SS1   | SSS Karlstad 1         | 1,9 km    | 20:08 |
| Día 2 | SS2   | Hof-Finnskog 1         | 21,26 km  | 08:00 |
| Día 2 | SS3   | Finnskogen 1           | 20,68 km  | 09:01 |
| Día 2 | SS4   | Nyckelvattnet 1        | 18,94 km  | 09:57 |
| Día 2 | SS5   | Hof-Finnskog 2         | 21,26 km  | 13:49 |
| Día 2 | SS6   | Finnskogen 2           | 20,68 km  | 14:55 |
| Día 2 | SS7   | Nyckelvattnet 2        | 18,94 km  | 15:51 |
| Día 2 | SS8   | Torsby 1               | 8,93 km   | 17:04 |
| Día 3 | SS9   | Torntorp 1             | 19,92 km  | 08:13 |
| Día 3 | SS10  | Hagfors 1              | 19,80 km  | 09:04 |
| Día 3 | SS11  | Vargåsen 1             | 16,40 km  | 10:08 |
| Día 3 | SS12  | Torntorp 2             | 19,92 km  | 13:08 |
| Día 3 | SS13  | Hagfors 2              | 19,80 km  | 13.59 |
| Día 3 | SS14  | Vargåsen 2             | 16,40 km  | 15:08 |
| Día 3 | SS15  | SSS Karlstad 2         | 1,9 km    | 17:45 |
| Día 3 | SS16  | Torsby Sprint          | 2,8 km    | 19:30 |
| Día 4 | SS17  | Likenäs 1              | 21,19 km  | 07:50 |
| Día 4 | SS18  | Likenäs 2              | 21,19 km  | 09:51 |
| Día 4 | SS19  | Torsby 2 (Power Stage) | 8,93 km   | 12:18 |

### Itinerario final
- Itinerario final tras el recorte de parte del recorrido.[3]

| Día   | Tramo | Nombre                     | Distancia | Hora  | Ganador          | Tiempo    | Líder       |
| ----- | ----- | -------------------------- | --------- | ----- | ---------------- | --------- | ----------- |
| Día 1 | SS1   | SSS Karlstad 1             | 1,9 km    | 20:08 | Cancelado        | Cancelado | Cancelado   |
| Día 2 | SS2   | Hof-Finnskog 1             | 21,26 km  | 08:42 | Elfyn Evans      | 9:43.9    | Elfyn Evans |
| Día 2 | SS3   | Finnskogen 1               | 20,68 km  | 10:08 | Ott Tänak        | 10:13.4   | Elfyn Evans |
| Día 2 | SS4   | Nyckelvattnet 1            | 18,94 km  | 11:08 | Elfyn Evans      | 9:02.9    | Elfyn Evans |
| Día 2 | SS8   | Torsby Sprint 1            | 2,8 km    | 15:00 | Ott Tänak        | 1:42.4    | Elfyn Evans |
| Día 3 | SS5   | Hof-Finnskog 2             | 21,26 km  | 08:42 | Elfyn Evans      | 9:25.2    | Elfyn Evans |
| Día 3 | SS6   | Finnskogen 2               | 20,68 km  | 10:08 | Elfyn Evans      | 9:53.7    | Elfyn Evans |
| Día 3 | SS7   | Nyckelvattnet 2            | 18,94 km  | 11:08 | Elfyn Evans      | 8:53.1    | Elfyn Evans |
| Día 3 | SS16  | Torsby Sprint 2            | 2,8 km    | 15:00 | Thierry Neuville | 1:42.4    | Elfyn Evans |
| Día 4 | SS17  | Likenäs 1                  | 21,19 km  | 10:08 | Cancelado        | Cancelado | Elfyn Evans |
| Día 4 | SS18  | Likenäs 2 Wolf Power Stage | 21,19 km  | 12:18 | Kalle Rovanperä  | 10:55.1   | Elfyn Evans |

## Clasificación final
| Pos.      | Piloto               | Copiloto               | Automóvil              | Tiempo    | Diferencia | Puntos  |         |         |         |
| General   | General              | General                | General                | General   | General    | General | General | General | General |
| --------- | -------------------- | ---------------------- | ---------------------- | --------- | ---------- | ------- | ------- | ------- | ------- |
| 1.        | Elfyn Evans          | Scott Martin           | Toyota Yaris WRC       | 1:11:43.1 | 0.0        | 25      |         |         |         |
| 2.        | Ott Tänak            | Martin Järveoja        | Hyundai i20 Coupe WRC  | 1:11:55.8 | +12.7      | 18      |         |         |         |
| 3.        | Kalle Rovanperä      | Jonne Halttunen        | Toyota Yaris WRC       | 1:12:03.3 | +20.2      | 15      |         |         |         |
| 4.        | Sebastien Ogier      | Julien Ingrassia       | Toyota Yaris WRC       | 1:12:06.7 | +23.6      | 12      |         |         |         |
| 5.        | Esapekka Lappi       | Janne Ferm             | Ford Fiesta WRC        | 1:12:15.5 | +32.4      | 10      |         |         |         |
| 6.        | Thierry Neuville     | Nicolas Gilsoul        | Hyundai i20 Coupe WRC  | 1:12:16.9 | +33.8      | 8       |         |         |         |
| 7.        | Craig Breen          | Paul Nagle             | Hyundai i20 Coupe WRC  | 1:12:44.0 | +1:00.9    | 6       |         |         |         |
| 8.        | Teemu Suninen        | Jarmo Lehtinen         | Ford Fiesta WRC        | 1:13:07.6 | +1:24.5    | 4       |         |         |         |
| 9.        | Takamoto Katsuta     | Daniel Barrit          | Toyota Yaris WRC       | 1:13:42.7 | +1:59.6    | 2       |         |         |         |
| 10.       | Jari Huttunen        | Mikko Lukka            | Hyundai i20 R5         | 1:15:46.1 | +4:03.0    | 1       |         |         |         |
| WRC 2     |                      |                        |                        |           |            |         |         |         |         |
| 1. (12.)  | Mads Ostberg         | Torstein Eriksen       | Citroën C3 R5          | 1:15:53.1 | 0.0        | 25      |         |         |         |
| 2. (13.)  | Ole Christian Veiby  | Jonas Andersson        | Hyundai i20 R5         | 1:16:16.5 | +23.4      | 18      |         |         |         |
| 3. (15.)  | Pontus Tidemand      | Patrik Barth           | Škoda Fabia R5 evo     | 1:16:30.8 | +37.7      | 15      |         |         |         |
| 4. (18.)  | Adrien Fourmaux      | Renaud Jamoul          | Ford Fiesta R5 MkII    | 1:18:59.6 | +3:06.5    | 12      |         |         |         |
| 5. (19.)  | Rhys Yates           | James Morgan           | Ford Fiesta R5 MkII    | 1:19:07.3 | +3:14.2    | 10      |         |         |         |
| 6. (21.)  | Nikolay Gryazin      | Yaroslav Fedorov       | Hyundai i20 R5         | 1:20:03.7 | +4:10.6    | 8       |         |         |         |
| WRC 3     |                      |                        |                        |           |            |         |         |         |         |
| 1. (10.)  | Jari Huttunen        | Mikko Lukka            | Hyundai i20 R5         | 1:15:46.1 | 0.0        | 25      |         |         |         |
| 2. (11.)  | Emil Lindholm        | Mikael Korhonen        | Škoda Fabia R5 evo     | 1:15:51.1 | +5.0       | 18      |         |         |         |
| 3. (14.)  | Johan Kristoffersson | Stig Rune Skjærmoen    | Volkswagen Polo GTI R5 | 1:16:17.4 | +31.3      | 15      |         |         |         |
| 4. (16.)  | Eerik Pietarinen     | Mikka Anttila          | Škoda Fabia R5 evo     | 1:16:58.3 | +1:12.2    | 12      |         |         |         |
| 5. (17.)  | Oliver Solberg       | Aaron Johnston         | Škoda Fabia R5 evo     | 1:18:09.3 | +2:23.2    | 10      |         |         |         |
| 6. (20.)  | Filip Mareš          | Jan Hloušek            | Škoda Fabia R5 evo     | 1:19:28.0 | +3:41.9    | 8       |         |         |         |
| 7. (22.)  | Raul Jeets           | Andrus Toom            | Škoda Fabia R5 evo     | 1:20:23.3 | +4:37.2    | 6       |         |         |         |
| 8. (24.)  | Michał Sołowow       | Maciej Baran           | Škoda Fabia R5         | 1:22:06.0 | +6:19.9    | 4       |         |         |         |
| 9. (35.)  | Joakim Roman         | Alexander Glavsjö Holm | Škoda Fabia R5         | 1:27:06.1 | +11:20.0   | 2       |         |         |         |
| JWRC      |                      |                        |                        |           |            |         |         |         |         |
| 1. (26.)  | Tom Kristensson      | Joakim Sjöberg         | Ford Fiesta R2T19      | 1:22:51.3 | 0.0        | 25      |         |         |         |
| 2. (28.)  | Mārtiņš Sesks        | Renars Francis         | Ford Fiesta R2T19      | 1:23:29.1 | +37.8      | 18      |         |         |         |
| 3. (29.)  | Ken Torn             | Kauri Pannas           | Ford Fiesta R2T19      | 1:23:51.7 | +1:00.4    | 15      |         |         |         |
| 4. (30.)  | Sami Pajari          | Antti Haapala          | Ford Fiesta R2T19      | 1:24:02.9 | +1:11.6    | 12      |         |         |         |
| 5. (31.)  | Raul Baidu           | Gabriel Lazar          | Ford Fiesta R2T19      | 1:26:15.1 | +3:23.8    | 10      |         |         |         |
| 6. (32.)  | Fabrizio Zaldívar    | Fernando Mussano       | Ford Fiesta R2T19      | 1:26:45.3 | +3:54.0    | 8       |         |         |         |
| 7. (33.)  | Ruairi Bell          | Darren Garrod          | Ford Fiesta R2T19      | 1:26:52.3 | +4:01.0    | 6       |         |         |         |
| 8. (34.)  | Pontus Lönnström     | Stefan Gustavsson      | Ford Fiesta R2T19      | 1:27:05.4 | +4:14.1    | 4       |         |         |         |
| 9. (36.)  | Lauri Joona          | Ari Koponen            | Ford Fiesta R2T19      | 1:27:06.8 | +4:15.5    | 2       |         |         |         |
| 10. (37.) | Marco Pollara        | Maurizio Messina       | Ford Fiesta R2T19      | 1:29:01.5 | +6:10.2    | 1       |         |         |         |